# Eichhorns
Eichhorns ist seit dem 1. Jänner 1964 eine Katastralgemeinde von Pölla in Niederösterreich mit einer Grundfläche von 231,02 Hektar. Um den Truppenübungsplatz Döllersheim anlegen zu können, wurden ab 1938 die Bewohner ausgesiedelt.

## Beschreibung und Geschichte
Der Ort mit linsenförmigem Anger lag auf einer nach Westen abfallenden Hochfläche und war von Hügeln umgeben. Durch Eichhorns führte die von Döllersheim nach Neupölla führende Höhenstraße.
Die erstmalige urkundliche Erwähnung erfolgte 1455 anlässlich der Belehnung der auf Rappottenstein ansässigen Herren von Starhemberg mit dem landesfürstlichen Lehen in Eichhorns. Durch Ferdinand I. wurde 1532 ein im Besitz von Tobias Kranstofer befindlicher Hof zum freien Edelmannssitz erhoben. Dieser gelangte nach etlichen Besitzerwechseln in das Eigentum von Georg Leopold Schnitzer, der Eichhorns der Herrschaft Waldreichs einverleibte.
Um 1780 wurde die Ortskapelle von Eichhorns erbaut.
Ab 1652 führte die Pfarre Döllersheim die Kirchenbücher für die Geburten und ab 1654 auch jene für Trauungen und Todesfälle. 1784 wurden diese von der Pfarre in Franzen geführt. Nach der Aufhebung der Pfarren wurden die Matriken der Pfarre Döllersheim der Pfarre von Rastenfeld und jene der Pfarre Franzen jener von Neupölla zur Aufbewahrung übergeben.
Laut Adressbuch von Österreich waren im Jahr 1938 in Eichhorns ein Gastwirt, zwei Schmiede, ein Schuster, ein Schweinehändler und ein Landwirt mit Ab-Hof-Verkauf ansässig. Um den Truppenübungsplatz Döllersheim errichten zu können, wurde der Bevölkerung von Eichhorns bis zum 1. April 1940 Zeit gegeben, den aus 30 Häusern bestehenden Ort zu verlassen.